# Charles Nuetzel
Charles Alexander Nuetzel (geboren am 10. November 1934 in San Francisco, Kalifornien) ist ein amerikanischer Autor und Verleger, vor allem von Science-Fiction.

## Leben
Nuetzel ist der Sohn des Illustrators Albert Augustus Nuetzel (1901–1969) und von Betty Nuetzel, geborene Stockberger. Er besuchte für ein Semester das San Fernando Valley State College und arbeitete danach in verschiedenen Berufen, unter anderem als Popsänger und als Filmtechniker. 1962 heiratete Nuetzel Brigitte Marianne Winter.
Ab 1960 begann er unter einer großen Zahl von Pseudonymen, aber auch unter eigenem Namen, Kurzgeschichten und Romane zu veröffentlichen. Zu seinen bekannteren Arbeiten gehören Lost City of the Damned (1961), eine Lost-World-Geschichte, und die Noomas-Serie, ein Zyklus von Fantasy-Romanen im Stil von Edgar Rice Burroughs mit Anklängen an John Normans Gor-Geschichten.  Viele seiner Erzählungen weisen einen mehr oder minder stark ausgeprägten erotischen Einschlag auf.
Außerdem arbeitete Nuetzel als Agent und Herausgeber einer eigenen Taschenbuchreihe (Powell Science Fiction) und als Verleger (NAC Publications). 1971 zog Nuetzel sich von der Schriftstellerei zurück. Er hatte zu dieser Zeit über 70 Romane und über 100 Kurzgeschichten veröffentlicht. Zahlreiche seiner verstreut bzw. obskur erschienenen Erzählungen und Romane wurden ab 2006 von Wildside Press und anderen neu aufgelegt, auch als E-Book.

## Bibliografie
Noomas (Fantasy-Romanserie)
- Raiders of Noomas (1969)
- Warriors of Noomas (1969)
- Torlo Hannis of Noomas (2007)
- Slavegirl of Noomas (2008, mit Heidi Garrett)
- Conquest of Noomas (2013, mit Heidi Garrett)

Romane
- Lost City of the Damned (1961, als Alec Rivere)
- Sex Is My Business (1962, als John Davidson)
- Never In Her Arms (1965, als John Davidson)
- Whodunit? Hollywood style (1965)
- Bikini Girl (1966, als Jay West)
- Queen of Blood (1966)
- Star Bitch (1967, als Don Franklin)
- Born to Be Loved (1969, als Fred Davis)
- Hollywood Mysteries (1969)
- Jungle Jungle (1969)
- Krista (1969, als Fred MacDonald)
- The Slaves of Lomooro (1969, als Albert Augustus Jr)
- Swordmen of Vistar (1969)
- Last Call for the Stars (1970)
- Adapt or Die (2006)
- Any One Can Die (2006, als George Frederics)
- Bodies 4 Sale (2006, als John Davidson)
- Gold Lust (2006, als Albert Augustus Jr)
- Midnight Lovers (2006, als Stu Rivers)
- Murder Times 4 (2006)
- One Summer of Love (2006)
- Operation: Double Cross (2006, als George Frederics)
- Parley in Passion (2006, als John Davidson)
- Softly as I Kill You (2006)
- Blues for a Dead Lover (2006, als John Davidson)
- The Epic Dialogs of Mhyo (2006)
- The Sex Cult Murders (2006)
- The Casting Couchers (2006, als Stu Rivers)
- Hollywood Nymph (2006, als Stu Rivers)
- Murder Most Terrible (2006, als Fred MacDonald)
- Syndicate Woman (2006, als John Davidson)
- The Body Merchants (2007, als John Davidson)
- Sex Queen (2007, als Stu Rivers)
- Jean (2007, als Fred MacDonald)

Sammlungen
- Images of Tomorrow (1969)
- Fluff (2006)
- Dimensions (2007)
- Ten Science Fiction Nightmares (2015)
- Hollywood After Midnight (2015)

Kurzgeschichten
- A Very Cultured Taste (1960, auch als George Frederic)
- Drink Deep of Revenge (1963)
- Plague of the Past (1963)
- Planet of the Love Feast (1963)
- Shark Bait (1963)
- The End of a Town (1963)
- The Stand-Off (1963)
- The Witch of Hollywood (1963)
- Vegas Last Laugh (1963)
- Guided Tour (1965)
- Hunger Pangs (1965)
- The Good Doctor (1965)
- The Groovy Homo Sap (1965)
- The Homo Sap (1965)
- Word to the Wise (1965)
- Count Down to Doom (1966, mit Forrest J. Ackerman)
- Gardia’s Mistress (1969)
- The World the WOMB Made (1969)
- Images of Man (1969)
- Royal Lesson (1969)
- The Judgment (1969)
- The World That WOMB Made (1969)
- Jungle Goddess (1969)
- Jungle Safari (1969)
- The Nova Incident (1969)
- A Day for Dying (1969)
- Amazon Gold Fever (2006)
- The Talisman (2006)
- Beneficiaries (2006)
- Far Side of Paradise (2006)
- Master of the House (2006)
- Mission of Mercy (2006)
- Those Who Watch (2006)

Sachliteratur
- True Stories of Scandal and Hollywood Mysteries (2006)
- Pocketbook Writer (2008)
- Egomania (2013, Essays und vermischte Schriften)